# دين بومباتش
دين بومباتش (بالسلوفينية: Dean Bombač)‏ مواليد 4 أبريل 1989 في كوبر، جمهورية يوغوسلافيا الاشتراكية الاتحادية، هو لاعب كرة يد سلوفيني يلعب كوسط مدافع. مثل منتخب سلوفينيا لكرة اليد. شارك في دورة الألعاب الأولمبية الصيفية سنة 2016.

## سجل المنافسة
شارك في البطولات التالية:
- بطولة العالم لكرة اليد للرجال 2015
- بطولة أوروبا لكرة اليد للرجال 2016
- الألعاب الأولمبية الصيفية 2016

## روابط خارجية
- دين بومباتش على موقع الاتحاد الدولي لكرة اليد (الإنجليزية)
- دين بومباتش على موقع الاتحاد الأوروبي لكرة اليد (الإنجليزية)
- دين بومباتش على موقع اللجنة الأولمبية الدولية (الإنجليزية)
- دين بومباتش على موقع أوليمبيديا (الإنجليزية)